# 袁士奇
袁士奇（？年—？年），山东济南府肥城县民籍，直隶亳州人。明朝政治人物。

## 生平
正德十四年（1519年）己卯科山東鄉試舉人，嘉靖五年（1526年）丙戌科第二甲第三十名進士，由主事历任河南按察司佥事，十八年六月巡按御史朱方弹劾其贪暴，被勒令致仕。

## 家族
曾祖袁真；祖父袁泰，曾任教諭；父袁汝弼，曾任知州。母董氏。慈侍下。弟袁士偉（正德辛巳進士）。